# Musée du site de Túcume
Le musée du site de Túcume est un musée péruvien situé dans le site archéologique de Túcume dans le département de Lambayeque,,,,.

## Description
Le musée héberge des pièces mises au jour lors des fouilles effectuées sur le site de Túcume entre 1989 et 1994. Il présente ainsi un ensemble de pièces des cultures lambayeque, chimú et inca qui ont successivement occupé le site. Il présente également des éléments concernant la gastronomie, le travail des textiles et les croyances de ces peuples.
Il a été inauguré le 20 août 1993.